# Успение Богородично (Журче)
Вижте пояснителната страница за други значения на Успение Богородично.
„Успение Богородично“ или „Света Богородица“ (на македонска литературна норма: „Света Богородица“) е късносредновековна църква в битолското село Журче, Северна Македония, част от Крушевско-Демирхисарската епархия на Македонската православна църква – Охридска архиепископия.
Църквата е гробищният храм на селото. В архитектурно отношение е еднокорабна сграда с полукръгъл свод и петостранна апсида на изток. По-късно западната стена е разрушена и храмът е удължен на запад. Новата част има плитък свод и архитравно покрит трем на юг. Покривът на храма е с керемиди, като само този на апсидата е от каменни плочи. Във вътрешността на северната и южната стена има укрепителни пиластри, които са свързани с дъги и образуват по три слепи ниши. Фасадите са фугирани и варосани.
Църквата е изписана в първата половина на XVII век. Престолните икони с допоясното изображение на Христос и на Света Богородица с Христос вероятно са дело на майстори от Линотопската художествена школа.
В църквата има икони на крушевския зограф Никола Анастасов. Част от надписа гласи „...ізъ рукі Нікола Анастасовічъ зографа, ѿ Крушово волето 1885 месецъ, маі, 19.“